# Liste der Kulturdenkmale in Landrecht (Steinburg)
In der Liste der Kulturdenkmale in Landrecht sind alle Kulturdenkmale der schleswig-holsteinischen Gemeinde Landrecht (Kreis Steinburg) und ihrer Ortsteile aufgelistet (Stand: 10. März 2025).

## Legende
In den Spalten befinden sich folgende Informationen:
- Objekt-ID: die Nummer des Kulturdenkmales
- Lage: die Adresse des Kulturdenkmales und die geographischen Koordinaten. Kartenansicht, um Koordinaten zu setzen. In der Kartenansicht sind Kulturdenkmale ohne Koordinaten mit einem roten Marker dargestellt und können in der Karte gesetzt werden. Kulturdenkmale ohne Bild sind mit einem blauen Marker gekennzeichnet, Kulturdenkmale mit Bild mit einem grünen Marker.
- Offizielle Bezeichnung: Bezeichnung des Kulturdenkmales
- Beschreibung: die Beschreibung des Kulturdenkmales
- Bild: ein Bild des Kulturdenkmales

## Bauliche Anlagen
| Objekt-ID     | Lage                                     | Offizielle Bezeichnung | Beschreibung | Bild            |
| ------------- | ---------------------------------------- | ---------------------- | --- | --------------- |
| 6779 Wikidata | Bischof 4 (53° 54′ 56″ N, 9° 23′ 25″ O)  | Husmannshus            | Husmannshus; 1764 (i), um 1800 erweitert; reetgedecktes Fachhallenhaus in Ziegelbauweise unter Satteldach mit Halbwalm, Vordiele und ehem. Heckschur, zweigeschossiger Wohnteil; Warft mit Graben, zwei Hausbäume, Grabmal - Begründung: geschichtlich, wissenschaftlich, künstlerisch, Kulturlandschaft prägend - Schutzumfang: Husmannshus, Warft, Graben, zwei Hausbäume, Grabmal - Denkmaltyp: Bauliche Anlage | BW              |
| 1521 Wikidata | Bischof 10 (53° 54′ 48″ N, 9° 24′ 21″ O) | Husmannshus            | Alteintragung (Aktualisierung vorgesehen) - Begründung: Alteintragung (Aktualisierung vorgesehen) - Schutzumfang: Alteintragung (Aktualisierung vorgesehen) - Denkmaltyp: Bauliche Anlage | BW              |
| 1522 Wikidata | Bischof 10 (53° 54′ 49″ N, 9° 24′ 21″ O) | Bargscheune            | Alteintragung (Aktualisierung vorgesehen) - Begründung: Alteintragung (Aktualisierung vorgesehen) - Schutzumfang: Alteintragung (Aktualisierung vorgesehen) - Denkmaltyp: Bauliche Anlage | BW              |
| 6397 Wikidata | Bischof 10 (53° 54′ 49″ N, 9° 24′ 21″ O) | Feldsteinpflaster      | Alteintragung (Aktualisierung vorgesehen) - Begründung: Alteintragung (Aktualisierung vorgesehen) - Schutzumfang: Alteintragung (Aktualisierung vorgesehen) - Denkmaltyp: Bauliche Anlage | BW              |
| 1536 Wikidata | Kasenort (53° 54′ 42″ N, 9° 24′ 33″ O)   | Klappbrücke            | Alteintragung (Aktualisierung vorgesehen) - Begründung: geschichtlich, technisch, Kulturlandschaft prägend - Schutzumfang: gesamtes Objekt - Denkmaltyp: Bauliche Anlage | Fotos hochladen |
| 5184 Wikidata | Kasenort (53° 54′ 42″ N, 9° 24′ 33″ O)   | Schleusenanlage        | Alteintragung (Aktualisierung vorgesehen) - Begründung: Alteintragung (Aktualisierung vorgesehen) - Schutzumfang: Alteintragung (Aktualisierung vorgesehen) - Denkmaltyp: Bauliche Anlage | Fotos hochladen |

## Quelle
- Liste der Kulturdenkmale in Schleswig-Holstein – Kreis Steinburg

- Karte mit allen Koordinaten:
- OSM |
- WikiMap